# Circondario dell'Ohre
Il circondario dell'Ohre (in tedesco Ohrekreis) era un circondario della Sassonia-Anhalt di 113.438 abitanti, che aveva come capoluogo Haldensleben.
Venne creato il 1º luglio 1994, accorpando i circondari di Haldensleben e Wolmirstedt, la città di Oebisfelde dal circondario di Klötze, e raccogliendo la quasi totalità del territorio del circondario di Stendal. Il 1º luglio 2007 è stato poi unito con il circondario del Bördekreis, a formare il nuovo circondario della Börde.

## Città e comuni
(Abitanti al 31 dicembre 2006)
| Città 1. Barleben (9.267) 2. Haldensleben (19.618) 3. Niedere Börde (7.680) | Comuni |